# Romanian Open 2007 - Qualificazioni singolare
Le qualificazioni del singolare del Romanian Open 2007 sono state un torneo di tennis preliminare per accedere alla fase finale della manifestazione. I vincitori dell'ultimo turno sono entrati di diritto nel tabellone principale. In caso di ritiro di uno o più giocatori aventi diritto a questi sono subentrati i lucky loser, ossia i giocatori che hanno perso nell'ultimo turno ma che avevano una classifica più alta rispetto agli altri partecipanti che avevano comunque perso nel turno finale.
Le qualificazioni del torneo prevedevano 32 partecipanti di cui 4 sono entrati nel tabellone principale.

## Teste di serie
1. Gaël Monfils (Qualificato)
2. Fabio Fognini (secondo turno)
3. Hidekazu Ina (primo turno)
4. Pablo Cuevas (secondo turno)

1. Oliver Marach (secondo turno)
2. Jurij Ščukin (Qualificato)
3. Lukáš Lacko (primo turno)
4. Oleksandr Dolgopolov (primo turno)

## Qualificati
1. Gaël Monfils
2. Hugo Armando

1. Jurij Ščukin
2. Catalin-Ionut Gard

## Tabellone

### Legenda
| - Q = Qualificato - WC = Wild card - LL = Lucky loser | - ALT = Alternate - SE = Special Exempt - PR = Protected Ranking | - w/o = Walkover - r = Ritirato - d = Squalificato |

### Sezione 1
|  | Primo turno           | Primo turno           | Primo turno           | Primo turno | Primo turno |  |  | Secondo turno | Secondo turno         | Secondo turno         | Secondo turno  | Secondo turno |   |      | Ultimo turno | Ultimo turno | Ultimo turno | Ultimo turno | Ultimo turno |  |
|  |                       |                       |                       |             |             |  |  |               |                       |                       |                |               |   |      |              |              |              |              |              |  |
|  | 1                     | Gaël Monfils          | Gaël Monfils          | 7           | 6           |  |  |               |                       |                       |                |               |   |      |              |              |              |              |              |  |
|  |                       | Florin Mergea         | Florin Mergea         | 5           | 1           |  |  | 1             | Gaël Monfils          | Gaël Monfils          | 6              | 6             |   |      |              |              |              |              |              |  |
|  | Teodor-Dacian Craciun | Teodor-Dacian Craciun | Teodor-Dacian Craciun | 6           | 7           |  |  |               | Teodor-Dacian Craciun | Teodor-Dacian Craciun | 4              | 0             |   |      |              |              |              |              |              |  |
|  | Marcel-Ioan Miron     | Marcel-Ioan Miron     | Marcel-Ioan Miron     | 3           | 65          |  |  |               |                       |                       |                |               |   |      | 1            | Gaël Monfils | 1            | 6            | 7            |  |
|  | Alberto Martín        | Alberto Martín        | Alberto Martín        | 6           | 6           |  |  |               |                       |                       | Alberto Martín | 6             | 2 | 6(1) |              |              |              |              |              |  |
|  | Jean-Claude Scherrer  | Jean-Claude Scherrer  | Jean-Claude Scherrer  | 4           | 4           |  |  |               | Alberto Martín        | Alberto Martín        | 7              | 6             |   |      |              |              |              |              |              |  |
|  | 5                     | Oliver Marach         | Oliver Marach         | 6           | 6           |  |  | 5             | Oliver Marach         | Oliver Marach         | 63             | 2             |   |      |              |              |              |              |              |  |
|  |                       | Adrian-Vasile Gavrila | Adrian-Vasile Gavrila | 4           | 2           |  |  |               |                       |                       |                |               |   |      |              |              |              |              |              |  |

### Sezione 2
|  | Primo turno    | Primo turno             | Primo turno             | Primo turno | Primo turno |  |  | Secondo turno         | Secondo turno         | Secondo turno         | Secondo turno         | Secondo turno |   |   | Ultimo turno | Ultimo turno | Ultimo turno | Ultimo turno | Ultimo turno |  |
|  |                |                         |                         |             |             |  |  |                       |                       |                       |                       |               |   |   |              |              |              |              |              |  |
|  | 2              | Fabio Fognini           | Fabio Fognini           | 6           | 6           |  |  |                       |                       |                       |                       |               |   |   |              |              |              |              |              |  |
|  |                | Alexandru-Daniel Carpen | Alexandru-Daniel Carpen | 3           | 4           |  |  | 2                     | Fabio Fognini         | Fabio Fognini         | 3                     | 4             |   |   |              |              |              |              |              |  |
|  | Hugo Armando   | Hugo Armando            | Hugo Armando            | 7           | 6           |  |  |                       | Hugo Armando          | Hugo Armando          | 6                     | 6             |   |   |              |              |              |              |              |  |
|  | Marius Copil   | Marius Copil            | Marius Copil            | 5           | 3           |  |  |                       |                       |                       |                       |               |   |   | Hugo Armando | Hugo Armando | 0            | 7            | 6            |  |
|  | Victor Stanica | Victor Stanica          | 2                       | 6           | 6           |  |  |                       |                       | Juan Martín Aranguren | Juan Martín Aranguren | 6             | 5 | 4 |              |              |              |              |              |  |
|  | Costin Paval   | Costin Paval            | 6                       | 0           | 1           |  |  | Victor Stanica        | Victor Stanica        | 6                     | 62                    | 0             |   |   |              |              |              |              |              |  |
|  |                | Juan Martín Aranguren   | Juan Martín Aranguren   | 6           | 6           |  |  | Juan Martín Aranguren | Juan Martín Aranguren | 2                     | 7                     | 6             |   |   |              |              |              |              |              |  |
|  | 7              | Lukáš Lacko             | Lukáš Lacko             | 1           | 0           |  |  |                       |                       |                       |                       |               |   |   |              |              |              |              |              |  |

### Sezione 3
|  | Primo turno             | Primo turno             | Primo turno             | Primo turno | Primo turno |  |  | Secondo turno           | Secondo turno           | Secondo turno           | Secondo turno | Secondo turno |   |   | Ultimo turno | Ultimo turno           | Ultimo turno           | Ultimo turno | Ultimo turno |  |
|  |                         |                         |                         |             |             |  |  |                         |                         |                         |               |               |   |   |              |                        |                        |              |              |  |
|  |                         | Artemon Apostu-Efremov  | Artemon Apostu-Efremov  | 6           | 6           |  |  |                         |                         |                         |               |               |   |   |              |                        |                        |              |              |  |
|  | 3                       | Hidekazu Ina            | Hidekazu Ina            | 0           | 1           |  |  | Artemon Apostu-Efremov  | Artemon Apostu-Efremov  | Artemon Apostu-Efremov  | 7             | 6             |   |   |              |                        |                        |              |              |  |
|  | Petru-Alexandru Luncanu | Petru-Alexandru Luncanu | Petru-Alexandru Luncanu | 6           | 6           |  |  | Petru-Alexandru Luncanu | Petru-Alexandru Luncanu | Petru-Alexandru Luncanu | 5             | 4             |   |   |              |                        |                        |              |              |  |
|  | Viorel-Catalin Ciobanu  | Viorel-Catalin Ciobanu  | Viorel-Catalin Ciobanu  | 1           | 2           |  |  |                         |                         |                         |               |               |   |   |              | Artemon Apostu-Efremov | Artemon Apostu-Efremov | 4            | 3            |  |
|  | Alin-Mihai Constantin   | Alin-Mihai Constantin   | Alin-Mihai Constantin   | 6           | 7           |  |  |                         |                         | 6                       | Jurij Ščukin  | Jurij Ščukin  | 6 | 6 |              |                        |                        |              |              |  |
|  | Thomas-Cristian Hodel   | Thomas-Cristian Hodel   | Thomas-Cristian Hodel   | 3           | 64          |  |  |                         | Alin-Mihai Constantin   | Alin-Mihai Constantin   | 1             | 2             |   |   |              |                        |                        |              |              |  |
|  | 6                       | Jurij Ščukin            | Jurij Ščukin            | 6           | 6           |  |  | 6                       | Jurij Ščukin            | Jurij Ščukin            | 6             | 6             |   |   |              |                        |                        |              |              |  |
|  |                         | Răzvan Sabău            | Răzvan Sabău            | 2           | 4           |  |  |                         |                         |                         |               |               |   |   |              |                        |                        |              |              |  |

### Sezione 4
|  | Primo turno             | Primo turno             | Primo turno             | Primo turno | Primo turno |  |  | Secondo turno     | Secondo turno      | Secondo turno     | Secondo turno     | Secondo turno     |   |   | Ultimo turno       | Ultimo turno       | Ultimo turno       | Ultimo turno | Ultimo turno |  |
|  |                         |                         |                         |             |             |  |  |                   |                    |                   |                   |                   |   |   |                    |                    |                    |              |              |  |
|  | 4                       | Pablo Cuevas            | Pablo Cuevas            | 6           | 6           |  |  |                   |                    |                   |                   |                   |   |   |                    |                    |                    |              |              |  |
|  |                         | Alexandru-Raul Lazar    | Alexandru-Raul Lazar    | 3           | 0           |  |  | 4                 | Pablo Cuevas       | 6                 | 5                 | 6                 |   |   |                    |                    |                    |              |              |  |
|  | Catalin-Ionut Gard      | Catalin-Ionut Gard      | Catalin-Ionut Gard      | 7           | 6           |  |  |                   | Catalin-Ionut Gard | 3                 | 7                 | 7                 |   |   |                    |                    |                    |              |              |  |
|  | Evgenij Kirillov        | Evgenij Kirillov        | Evgenij Kirillov        | 5           | 1           |  |  |                   |                    |                   |                   |                   |   |   | Catalin-Ionut Gard | Catalin-Ionut Gard | Catalin-Ionut Gard | 6            | 6            |  |
|  | Gustavo Marcaccio       | Gustavo Marcaccio       | Gustavo Marcaccio       | 6           | 6           |  |  |                   |                    | Gustavo Marcaccio | Gustavo Marcaccio | Gustavo Marcaccio | 2 | 1 |                    |                    |                    |              |              |  |
|  | Laurentiu-Antoniu Erlic | Laurentiu-Antoniu Erlic | Laurentiu-Antoniu Erlic | 1           | 2           |  |  | Gustavo Marcaccio | Gustavo Marcaccio  | Gustavo Marcaccio | 6                 | 6                 |   |   |                    |                    |                    |              |              |  |
|  |                         | Horia Tecău             | Horia Tecău             | 7           | 7           |  |  | Horia Tecău       | Horia Tecău        | Horia Tecău       | 3                 | 3                 |   |   |                    |                    |                    |              |              |  |
|  | 8                       | Oleksandr Dolgopolov    | Oleksandr Dolgopolov    | 5           | 5           |  |  |                   |                    |                   |                   |                   |   |   |                    |                    |                    |              |              |  |